# Немања Радовановић
Немања Радовановић (Косовска Митровица, 20. новембар 1977 — Звечан, 25. новембар 2022) је био српски песник.

## Биографија
Рођен је 20. новембра 1977. у Косовској Митровици. Од ране младости се бавио поезијом. Са више песама је заступљен у Стремљењима 2021. бр 3 – 4 (Панорама – Јединство), Зборнику „АСоглас” и Зборнику „Песмом проти бомби” Удружења писаца Крагујевац. Био је чест гост на песничким окупљањима попут Сусрета Лазар Вучковић, песничких сусрета у оквиру манифестације „Соколица” и Митровачком фестивалу културе. Једно од његових последњих јавних појављивања било је на манифестацији „Песници Косова и Метохије” коју је у Београду организовала Српска књижевна задруга. Његова песма је објављена у монографији „Наџезија ми слику” посвећеној преминулом мултимедијалном уметнику Васиљу Аџићу.
Био је радник ЈКП Звечан, где је обављао и функцију председника Синдиката. На последњем ИВ Еко арт фесту, који организује ПКЦ „Акваријус”, деца Косовске Митровице и Звечана су га прогласила еколошким херојем. Био је члан Српске књижевне задруге. Преминуо је 25. новембра 2022, а сахрањен је сутрадан на гробљу у Кориљу.